# HK VP70

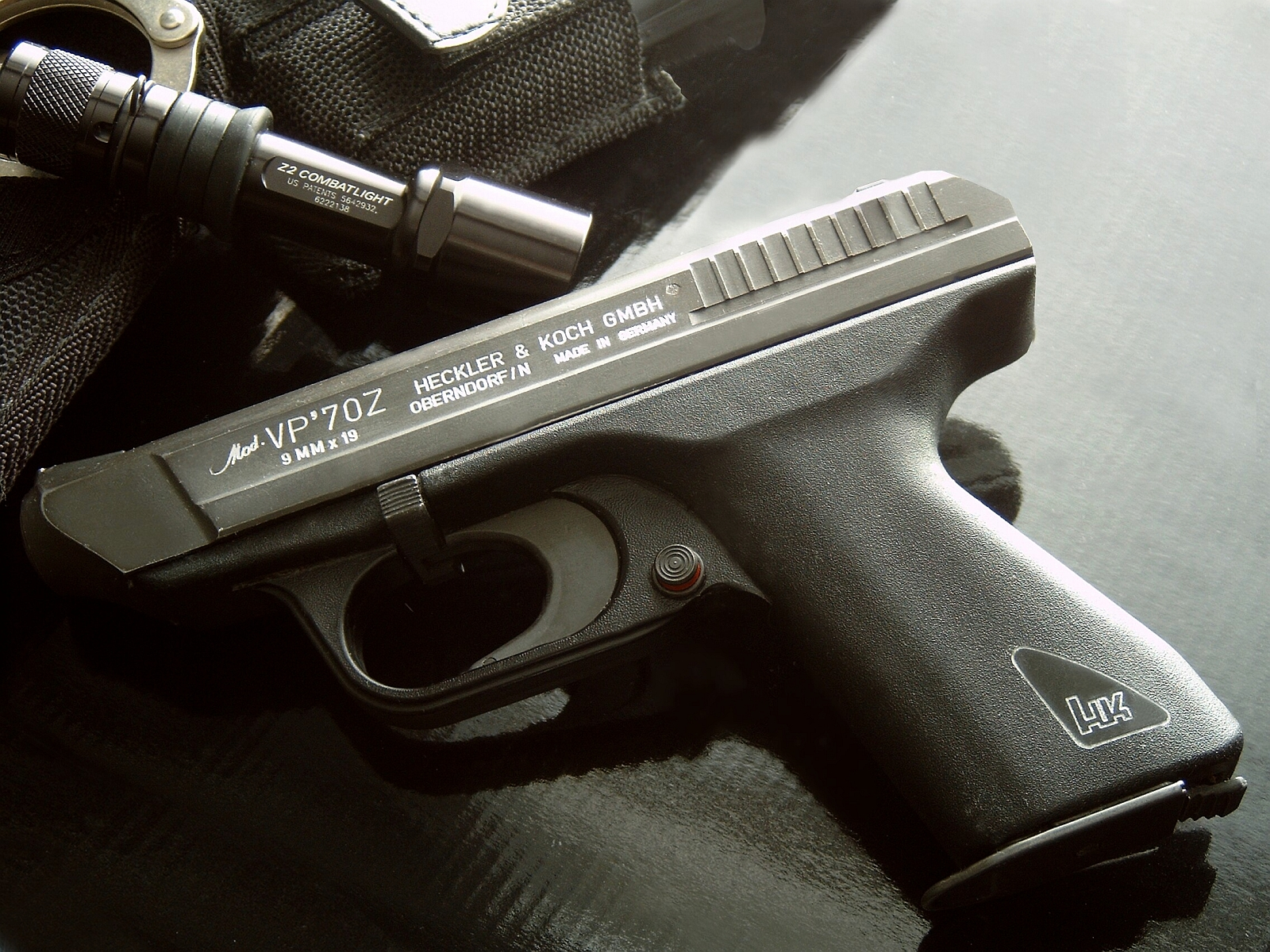
Un VP 70 Z : le premier PA en « plastique » pour les marchés civils

 (octobre 2023).
Si vous disposez d'ouvrages ou d'articles de référence ou si vous connaissez des sites web de qualité traitant du thème abordé ici, merci de compléter l'article en donnant les références utiles à sa vérifiabilité et en les liant à la section « Notes et références ».

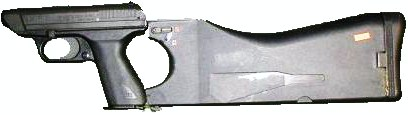
Un VP70M avec sa crosse-étui: un mini-PM pour les marchés militaires

 Le VP 70 est un pistolet semi-automatique double action uniquement commercialisé par la firme Heckler & Koch en 1970 où il est resté en production jusqu'en 1989 dans la version VP 70Z. Cette arme était particulièrement atypique et innovante.

## Description
Il s'agit du tout premier pistolet dont la carcasse soit en polymères, 10 ans avant le Glock. Cette arme directement opérée par le recul est en outre dotée d'un mécanisme double action obligatoire (DAO) sans sécurité supplémentaire, une option qui était rare à l'époque. 
Sa caractéristique la plus remarquable demeure pourtant sa capacité à tirer des rafales de trois coups à très haute cadence quand il est équipé de sa crosse d'épaule. Ce système n'est disponible que sur la version destinée aux forces de l'ordre, le VP70M, dont la production fut arrêtée au bout de quelques années.

## Une diffusion limitée
La dureté de la détente, propre aux mécanismes double action obligatoire (DAO), nuit pourtant à la précision de l'arme. Ce qui est aujourd'hui considéré comme un facteur de sécurité appréciable, a interdit au VP70 de rencontrer un succès commercial, que ce soit sur le marché professionnel ou civil.

## Caractéristiques
- Calibre : 9 mm Parabellum
- Longueur : 20,4 cm (54,4 cm avec la crosse)
- Longueur du canon : 11,6 cm
- Poids non chargé : 0,820 kg
- Poids de la crosse : 0,458 kg
- Poids chargé : 1,131 kg (1,589 kg avec la crosse)
- Capacité : 18 cartouches
- Cadence de tir théorique : 2 200 coups par minute

## Le HK VP70 dans la culture populaire
- On le retrouve dans le film Aliens, le retour de James Cameron, entre les mains des Marines Coloniaux.
- Peu présent dans la culture populaire, il est à noter qu'il s'agit de l'arme principale de Léon S. Kennedy dans le jeu vidéo Resident Evil 2 sorti en 1998. Apparaissant sous sa version VP70M, l'arme ne comporte pas la crosse-étui au démarrage du jeu, celle-ci devant être récupérée plus tard après une série d'énigmes. L'ajout de la crosse ajoute le mode rafale 3 coups et augmente grandement la précision de l'arme en jeu.
- Le VP70 fait aussi partie de l'arsenal du jeu vidéo Jurassic Park : Trespasser, dans lequel l'arme tire par rafales de 3 coups.
- Présent enfin  dans la série TV Mission Casse-cou (Saison 02 Episode 8).

## Sources
Cette notice est issue de la lecture des revues spécialisées de langue française suivantes :
- Cibles (Fr)
- AMI (B, disparue en 1988)
- Gazette des Armes (Fr)
- Action Guns (Fr)
- Raids (Fr)